# Psilogobius mainlandi
Psilogobius mainlandi é uma espécie de peixe da família Gobiidae e da ordem Perciformes.

## Morfologia
- Os machos podem atingir 3,7 cm de comprimento total.[4][5]

## Habitat
É um peixe marítimo, de clima tropical e demersal que vive entre 1–15 m de profundidade.

## Distribuição geográfica
É encontrado em: Hawaii.

## Comportamento
É bentónico.

## Observações
É inofensivo para os humanos.